# 名人 (小説)
『名人』（めいじん）は、川端康成の長編小説。1938年（昭和13年）の6月26日から12月4日にかけて打ち継がれた21世本因坊秀哉名人の引退碁の観戦記を元に小説の形にまとめたもので、川端文学の名作の一つとされている。秀哉名人没後の翌々年の1942年（昭和17年）から本格的に書き出され、途中の中断を経て十数年がかりで完成と成った。
家元制最後の本因坊秀哉の人生最後の勝負碁の姿を見た川端自身が、観戦記者からの視点で「不敗の名人」の敗れる姿を「敬尊」の念を持って描いた記録小説で、名人の生死を賭けた孤高の敗着に「古い日本への挽歌」、芸術家の理想像を重ねた作品である。女性を描くことがほとんどの川端作品の中では異色の作品である。

## 発表経過
川端康成は、1938年（昭和13年）に『東京日日新聞』（7月23日号-12月29日号）に「本因坊名人引退碁観戦記」を連載した後、1940年（昭和15年）1月の本因坊名人死去を受け、「本因坊秀哉名人」を雑誌『囲碁春秋』8月号から10月号まで掲載した。しかしこれは、川端の病により中断となった。
川端は2年後の 1942年（昭和17年）から新たに作品を書き始め、終戦をまたいで書き継ぐが一旦中絶し（未想熟版）、これに満足しなかった川端は稿を改めて1951年（昭和26年）から1954年（昭和29年）にかけて各雑誌に断続的に分載した（完成版）。その経過は以下のようになる。
未想熟版（プレオリジナル）
- 1942年（昭和17年）
  - 「名人」（序の章で中断）[9] - 『八雲』8月号（第1号）
- 1943年（昭和18年）
  - 「夕日」 - 『日本評論』8月号と12月号　※第6回（1944年、戦前最後の）菊池寛賞を受賞。
- 1944年（昭和19年）
  - 「夕日」（未完） - 『日本評論』3月号
- 1947年（昭和22年）
  - 「花」（「名人」と同じ。未完） - 『世界文化』4月号[10]
- 1948年（昭和23年）
  - 「未亡人」 - 『改造』1月号

この八雲版（未想熟版プレオリジナル）の『名人』は、1949年（昭和24年）12月10日に細川書店より刊行の『哀愁』に収録され、1950年（昭和25年）5月に新潮社より刊行の『川端康成全集第10巻 花のワルツ』（全16巻本）に収録された。なお、「未亡人」は、本因坊名人の未亡人の死を書いた短篇で、刊行時に取り入れてられていない。
完成版
- 1951年（昭和26年）
  - 「名人」 - 『新潮』8月号
- 1952年（昭和27年）
  - 「名人生涯」 - 『世界』1月号
  - 「名人供養」 - 『世界』5月号
- 1954年（昭和29年）
  - 「名人余香」- 『世界』5月号

定本『名人』
完本の『名人』と称されているものには2種類あり、上記の完成版の「名人」「名人生涯」「名人供養」の3篇をまとめた全41章と、この3篇に「名人余香」を加え、4篇をまとめた全47章（先の41章目は完全に取り払っている）がある。
「41章版」は、1952年（昭和27年）9月30日に新潮社より刊行の『川端康成全集第14巻 名人』（全16巻本）と、1960年（昭和35年）12月刊行の『川端康成全集第10巻 名人』（全12巻本）に収録された。
「47章版」は、1954年（昭和29年）7月10日に文藝春秋新社より刊行の『呉清源棋談・名人』に収録された。
この「41章版」と「47章版」のどちらを定本にするかは、川端研究者により意見が分かれており、未だに決着がついていない。
「41章版」を定本とする派は、「47章版」で出した本が『呉清源棋談・名人』しかないところから、川端自身が「41章版」を重んじ評価していたと主張し、「41章版」の終章の方が緊迫感のある「動」で終わり、筆が冴えているとしている。
「41章版」の文庫版は新潮文庫より刊行されている。また、観戦記他、囲碁に関連する諸作品については、1981年（昭和56年）8月刊行の『川端康成全集第25巻』（全37巻本）に収録されている。
翻訳版は、エドワード・サイデンステッカー訳（英題：The Master of Go）、閔丙山訳（韓題：Myeong In）、フランス（仏題：Le maître, ou le tournoi de Go）、セルビア・クロアチア（題：Vellemajstor）など世界各国で行われている。

## あらすじ
1940年（昭和15年）1月18日朝、数え年67歳の第21世秀哉名人は熱海のうろこ屋旅館で亡くなった。私はちょうどその日の前日に行われた「紅葉祭」（尾崎紅葉『金色夜叉』の「今月今夜の月」を記念したもの）に出席するために熱海を訪れており、秀哉名人が亡くなる2日前には名人と将棋をした。名人の訃報を聞き、駆けつけた私は、遺族の依頼により名人の死顔の写真を撮った。私は出来上がったその写真を眺めながら、一昨年1938年（昭和13年）6月26日から12月4日にかけて観戦記者として秀哉名人の引退碁の勝負を見守った時のことを回想する。
30年の上、「黒」を持ったことがなかった「不敗の名人」であった秀哉名人が迎えた引退碁は、「封じ手」という名人が初めて経験する規則であった。すべて規則ずくめ、芸道の雅懐も廃れ、長上への敬恭も失われ、相互の人格も重んじないかのような今日の合理主義に、名人は生涯最後の碁で苦しめられたと言えぬでもなかった。秀哉名人は途中、体調悪化で入院するなどから、大竹七段がこの碁を放棄すると度々言い張ったりといろんな紛糾が起き、中断の危機があったが、勝負は11月25日に再開された。
12月1日の戦争のような「黒」と「白」の勝負は、大竹七段が封じ手を戦術に使ったのか、卑怯で陋劣なものだった。素人の「私」には、白130の一手が「不敗の名人」の敗着であったとはまだ分からなかったが、秀哉名人は私に、大竹七段の黒121手について、「あんな手を打っておいて、二日の休みのあいだに、調べようというのですよ。狡い」と吐き出した。しかし碁盤にまた向かった秀哉名人は顔色や素振りには出さなかった。
12月4日の朝、坊主のように頭を刈った秀哉名人は終局の碁盤に向かった。全力を挙げて打った「不敗の名人」はついに引退碁に敗れた。翌々年1940年（昭和15年）の正月7日に、私は秀哉名人と碁を打ったが、秀哉名人は石をしっかり指につまめなくて、軽く落とすような石にさえ音がないようだった。そして16日の午後、熱海で再び秀哉名人と将棋の相手をしたが、その翌々日の18日の夜明け前に秀哉名人は死んだ。名人の遺骸がその日東京へ帰るため自動車で運ばれた。いそいで買った花束を、私は名人のいる車のなかの夫人に渡した。

## 登場人物
年齢は数え年。「私」と「大竹七段」以外はほとんど実名で登場する。
私（浦上）
小説家。熱海の旅館で亡くなった秀哉名人の死顔を写真に撮る。その一昨年、名人の引退碁の観戦記者として、観戦記を新聞に64回にわたって連載していた。
本因坊秀哉
65歳。囲碁の棋士。第21世本因坊秀哉名人。「不敗の名人」と呼ばれた。体重八貫、身長五尺しかないが、碁盤の前に座ると大きく見える胴長。顔も長めで大きく、鼻、口、耳などが大きく、顎の骨が出っ張っている。ふくらはぎにまるで肉がない。心臓病を患っている。世田谷区宇奈根で妻と二人住まいで、子供はいない。跡目を考えていた愛弟子の小岸壮二六段は1924年（大正13年）に27歳で若死した。このため秀哉は本因坊の名跡を自分の代で終わらせる決意をしており、家元制最後の本因坊、また江戸時代初期より続いてきた名人制の最後の一人となった。
大竹七段（モデルは木谷實）
30歳。囲碁の棋士。秀哉名人の引退碁の相手。内弟子の少年少女数人を含めた16人家族。体重十六貫。五段当時に23歳で結婚し、三人の子供がいる。長女は6歳、次女は4歳、長男は8ヶ月の桃太郎のような赤ん坊。
呉清源
中国出身の囲碁の棋士。大竹七段の好敵手。長野県の富士見高原診療所で療養している。「私」はそこへ見舞いに行く。
その他の人々
秀哉名人の夫人。大竹夫人。大竹七段の子供や内弟子たち。小野田六段。村島五段（秀哉名人の門弟）。村松梢風。安永四段。記録係の少年棋士・少女棋士。将棋の関根13世名人（71歳）。将棋の木村名人（34歳）。聯珠の高木名人（51歳）。木村伊兵衛。「東京日日新聞」の五井記者と黒崎記者と砂田記者と伊東通信員。岩本六段。藤沢五段。久米正雄（「東京日日新聞」の学芸部長になっていた）。前田陳爾六段（秀哉名人の門弟）。日本棋院の八幡幹事。将棋の土居八段。東京の聖路加病院の川島博士と稲田博士。宮ノ下の岡島医師。軽井沢に帰る「私」が車中で会った囲碁好きのアメリカ人。文藝春秋社の斎藤竜太郎。理髪師。小杉四段。手のひら療法の術者・東郷。高橋四段（秀哉名人の義弟。夫人の弟）。「私」の妻。「紅葉祭」の写真師。

## 作品背景

### 実際の対局
秀哉名人の引退に当たり、『東京日日新聞』はその引退碁を企画し、リーグ戦で勝ち抜いた木谷實七段が対戦相手に選ばれた。時に、秀哉65歳、木谷29歳だった。両者には40時間という極めて長い持ち時間が与えられ、また封じ手制度が初めて導入された。これらの条件が、対局の行方に大きな影響を及ぼすこととなる。
木谷の先番（コミなし）で1938年（昭和13年）6月26日に芝公園の「紅葉館」で打ち始められ、途中8月中ごろから11月中ごろまで、秀哉名人の体調不良による長期入院をはさみ、足かけ半年をかけて12月4日に伊東市の「暖香園」で打ち終えた。
終わった時間は午後2時42分で、勝負は木谷の5目勝ちであった。この碁が命取りとなり、秀哉名人はこれを最後の対局として、翌々年1940年（昭和15年）1月18日に満66歳で生涯を閉じた。

### 川端の観戦記
『東京日日新聞』、『大阪毎日新聞』両紙に連載された秀哉名人の引退碁観戦記は、小説家の目で詳細に描かれた観戦記という画期的なものだったが、川端康成自身が、〈私の精励な凝り性の一面〉が出ていると語っているように、川端も若い時から碁に親しみ、文壇の囲碁仲間内でも「打ち手」として知られていた。
対局の約1年半後の1940年（昭和15年）1月18日に秀哉名人は熱海のうろこ屋旅館で亡くなったが、川端はその前日の1月17日の「紅葉祭」（尾崎紅葉の『金色夜叉』の「今月今夜の月」の日）のために熱海に滞在しており、秀哉名人の死の2日前に会って最後の将棋の相手をしていた。そして名人の死に駆けつけて、死顔の写真も撮ったという縁があった。川端は名人の死をきっかけにして小説『名人』の執筆に至った。

### 大竹七段
この小説では、主人公の「私（浦上）」（川端康成）以外、ほぼ全員が実名で登場しているが、対局者の木谷だけ「大竹七段」と名前を変えられている。理由について川端は『呉清源棋談・名人』の「あとがき」で、次のように述べている。
ただし、大竹七段のモデルとなった木谷は、小説的技巧により冷たい人物として描かれたことに対し、（仮名を用いられたとはいえ）憤慨していたという弟子たちの証言がある。
木谷実の弟子に大竹英雄がいるが、これは偶然である。このためある川端の研究者が「名人の対戦相手がまだ生存している」と聞いて、大竹の元を訪れてきたというエピソードがある。大竹英雄は、なぜ木谷の仮名を「大竹」としたのか真意を尋ねるべく、川端と食事会を設ける約束をしていたが、その直前に川端が自死したため、これは実現しなかった。なお大竹英雄は、木谷の死去1ヶ月前にタイトル制の名人の座に就いている。

## 作品評価・研究
川端の作品としては、女性がほとんど出てこない点で地味な印象の作品だが、碁という「静」の世界の激しさと静けさを、強く張り切った冷徹な筆で綴り、勝負の世界に生きて、〈一芸に執して、現実の多くを失つた人〉の、その純粋な人生の結末を的確に描いている。『名人』は、東洋の「芸」に一途であった名人と、名人に「敬尊」を抱く川端の、同じ〈芸道〉に生きる者同士の「鬼気」、「幽気」が相通じて成った作で、その念は1953年（昭和28年）に書かれた『呉清源棋談』などにも流れている。
川嶋至は、川端が秀哉名人を語る際に、〈芸〉という言葉を多用していることに着目し、それは川端が自身と同様、名人の中に「〈芸〉に苦悩する姿」を見出し、「文芸にすべてを投入して生きるみずからの生命をもかえりみていたにちがいない」としている。そして川嶋は、秀哉名人の引退碁を観戦中の川端は、「名人のうちに、この世ならぬ〈真実〉で〈無垢〉な、没我の境にある純粋な人間の姿を発見したのである」と解説している。
今村潤子は、『名人』には名人の死顔に対する、〈一芸に執して、現実の多くを失つた人の、悲劇の果ての顔〉という感慨がモチーフとなっていると解説し、長年をかけて創作された『名人』へのエネルギーを生み出したものは、川端文学のテーマの一つである「魔界」の主題とも無関係ではないとしている。また、『名人』が、「戦争」「敗戦」という社会状勢や背景の中で、執筆・改変・完結していった経緯から、そこに主題の根底があることが、小林一郎により指摘されている。
今村は、川端が秀哉名人の敗北を、「一つの時代の終焉（死）としてはっきり描き、更に意識の底で日本の敗戦と強く係わらせて捉えている」とし、現代の合理主義を代表する人物である大竹七段に、〈いにしえの人〉である秀哉名人が、あえて現代的な対局法で勝負に臨み、名誉や命を賭けて生涯の最後を飾ろうとした姿や戦いぶりを、〈一つの血統が滅びようとする最後の月光の如き花〉（「嘘と逆」）、〈残燭の焔のやうに、滅びようとする血がいまはの果てに燃え上がつた〉（「末期の眼」） 姿として川端が捉え、確信していたと解説している。
しかしながら、合理主義の新しい戦法の〈卑怯で陋劣〉〈狡い〉手に負けても、〈一筋の乱れもなく戦つた〉名人には、敗着（敗戦）そのものへこだわりは薄く、勝負には負けても「芸術として棋面」を創ろうとしたその姿勢に、「精神の高雅さ」を見る川端の『名人』の描き方は、決して悲観論に終わっていないと今村は考察し、「真に芸に生きた人の雄姿」である名人の生涯最後の勝負碁における負けや戦いぶりは、「新しい合理主義が日本に持ち込まれても、日本の古い伝統の中に潜む美は微動だにしない」という矜持に繋がっていると解説している。
そして、名人の敗着を折からの日本の敗戦と重ね合わせ、名人の碁を「日本の古い伝統芸術の象徴」とした川端は、その名人の生き方に、「戦後の日本人の在り方の一つの理想像」を示して描いていると論考し、またその「名人の自己投企の純粋性」は、川端文学のモチーフでもある「魔界」にも通じ、それを川端は「美の勝利」として捉えていると今村は述べている。
羽鳥徹哉は、東洋に古くから伝わる「芸道」としての碁が、近代合理主義戦法に敗れる姿に、川端が秀哉名人への挽歌、「古い日本への挽歌」として捉えようとしたと解説し、山本健吉も、「もう秀哉名人のような、古風な“芸道”の人として対局に臨む人はなくなった」 と、囲碁でも将棋でも、スポーツと同じように単に「選手権を争う仕合」と化した時勢に触れつつ、合理の世界と非合理の世界の関係から生じる「“いにしえ”の世界の崩壊」であったと解説している。
また山本は、川端が名人と大竹七段の生活態度や性格を対比的に描きながらも、碁盤の世界は、そういったものから離れた「打合う黒と白とによってだけ構成される抽象的な世界」であることを表わしているとし、その上で、なおかつそこに「人が移調された人生の象徴を読み取った」と考察している。

## 翻案作品
1984年のフランス・スイス合作映画『La Diagonale du fou』（Richard Dembo監督）は、この小説をベースにしたとクレジットされており、囲碁はチェスに置き換えられ、ソ連の世界チャンピオンと若きアメリカ人選手が対局する、国家間のサスペンス的な作品となっている。

## おもな刊行本
- 『哀愁』（細川書店、1949年12月10日）
  - 収録作品：「哀愁」「反橋」「しぐれ」「住吉」「片岡鉄兵の死」「武田麟太郎」「武田麟太郎と島木健作」「横光利一」「天の象徴」「菊池さん」「名人」「さざん花」「紅梅」「かけす」「夏と冬」「足袋」「東京裁判の老人達」「東京裁判判決の日」「平和を守るために」「浮舟」
  - ※プレオリジナル版（八雲版）が収録。
- 『呉清源棋談・名人』（文藝春秋新社、1954年7月10日） NCID BN06452146
  - 題簽：呉清源。口絵写真（撮影：濱谷浩）。209頁（写真1枚＋本文208頁）
  - 収録作品：「呉清源棋談」「名人」
- 文庫版『名人』（新潮文庫、1962年9月5日。改版2004年10月25日、新版2022年10月）
  - カバーデザイン：新潮社装幀室。解説：山本健吉。付録：引退碁の勝負碁盤表

### 全集収録
- 『川端康成全集第14巻 名人』（新潮社、1952年9月30日）
  - 装幀・題簽：安田靫彦。四六判。函入。付録：川端康成「あとがき」
  - 収録作品：「名人」「冬の曲」「さざん花」「かけす」「夏と冬」「地獄」「北の海から」「たまゆら」「少年」
- 『川端康成全集第10巻 名人』（新潮社、1960年12月25日）
  - 菊判。函入。口絵写真葉：著者小影、唐三彩小瓶
  - 収録作品：「名人」「日も月も」「自然」「無言」「明月」「水月」「小春日」「横町」「離合」
- 『川端康成全集第10巻 名人』（新潮社、1969年7月25日）
  - カバー題字：松井如流。菊判変形。函入。口絵写真葉：著者小影、十便帖の一・耕便（池大雅）
  - 収録作品：「名人」「日も月も」「自然」「無言」「明月」「水月」「小春日」「横町」「離合」
- 『川端康成全集第11巻』（新潮社、1980年12月20日）
  - カバー題字：東山魁夷。四六判。函入。
  - 収録作品：「虹いくたび」「日も月も」「名人」
- 『川端康成全集第25巻』（新潮社、1981年8月20日）
  - 仕様は上記と同じ。
  - 収録内容：「囲棋観戦記」「本因坊名人引退碁観戦記」「観戦記―本因坊名人呉四段対局―」「観戦記―木谷・呉三番大棋戦―」「呉・本因坊十番碁第一局を観て」「呉清源棋談」「囲棋随筆」「棋の観戦記を書いて」「本因坊名人を偲ぶ」「印象」「呉清源その他」「日に新たなる者」「新布石青春」「名人（プレオリジナル）」「本因坊秀哉名人」「名人」「夕日」「花」「未亡人」

### 外国語版
- 韓国語： 『名人』("Myeong In"), 閔丙山 (Ming Byeong Son)訳, 新丘文化社 (Shingu Munhwa Sa), Seoul, 1969
- 英語："The Master of Go" Edward G. Seidensticker訳, Alfred A. Knopf, New York, 1972
- フランス語："Le Maître ou Le Tournoi de Go", Sylvie Regnault-Gatier訳, Albin Michel, Paris, 1975
- セルボクロアート語："Velemajstor" ("Velemajstor, Snežna zemlja"所収), Ljiljana Đurović訳, Slovo ljubve, Beograd, 1981
- 繁体中文：『名人』("Mingren"), 劉華亭 (Liu Hua Ting)訳, 星光出版社 (Xingguang Chubenshe), Taipei, 1985
- オランダ語："De meester van het Go-spel", Annemarie van Frankenhuysen訳 (英語版からの重訳), Uitgeverij BZZToH, 's-Gravenhage, 1987
- チェコ語："Meidžin" ("Tanečnice z Izu a jiné prózy"所収), Vlasta Winkelhöferová 及び Miroslav Novák訳, Odeon, Praha, 1988
- トルコ語："Go ustasi", Belkıs Çorakçı (Dişbudak)訳 (英語版からの重訳), Remzi Kitabevi, İstanbul, 1992
- イタリア語："Il Maestro di Go", Cristina Ceci訳, Arnoldo Mondadori, Milano, 1995 (47章版の翻訳)
- 簡体中文：『名人』("Mingren"), 葉渭渠 (Ye Wei Qu)訳, 中国社会科学出版社 (Zhongguo Shehui Kexue Chubenshe), Beijing, 1996
- ロシア語："Méydzin", Boris Kornilow訳, Alexandre Nosovsky, Moskva, 1998 又 Arkadij Bogatskij, Kijew, 2003
- ポーランド語："Meijin - mistrz go", Henryk Lipszyc訳, Wydawnictwo Elay, Bielsko-Biała, 2004
- スペイン語："El Maestro de Go", Amalia Sato訳 (英語版からの重訳), Emecé Editores S.A., Buenos Aires, 2004
- ルーマニア語："Maestrul de go", Flavius Florea訳, Humanitas Fiction, Bucuresti, 2007
- ドイツ語："meijin", Felix Heisel訳 (英語版からの重訳), Brett und Stein Verlag, Frankfurt am Main, 2015